# Österreichische Handballmeisterschaft (Frauen) 2023/24
Die 53. Saison der Women Handball Liga Austria (WHA) beginnt im September 2023.
In der höchsten österreichischen Frauenliga sind 12 Mannschaften vertreten.

## Modus
Im Grunddurchgang spielen zwölf Mannschaften ein Doppelrundenturnier. Das Play-off um den Meistertitel wird in Form eines „Final-Four“ im Europacup-Modus ausgespielt: Im Semifinale trifft der Erste auf den Vierten, der Zweite auf den Dritten. Das Finale wird im Modus „Best of three“ ausgetragen.

## Grunddurchgang
| Pl.                             | Verein               | Sp. | S  | U | N  | Tore      | Diff. | Punkte |
| ------------------------------- | -------------------- | --- | -- | - | -- | --------- | ----- | ------ |
| 1.                              | Hypo NÖ (M)          | 22  | 22 | 0 | 0  | 0817:4560 | +361  | 44     |
| 2.                              | SC Ferlach           | 22  | 16 | 2 | 4  | 0639:5130 | +126  | 34     |
| 3.                              | WAT Atzgersdorf      | 22  | 15 | 2 | 5  | 0638:5320 | +106  | 32     |
| 4.                              | UHC Stockerau        | 22  | 10 | 4 | 8  | 0552:5750 | −23   | 24     |
| 5.                              | HIB Handball Graz    | 22  | 11 | 1 | 10 | 0577:6360 | −59   | 23     |
| 6.                              | Union Korneuburg     | 22  | 10 | 2 | 10 | 0602:6510 | −49   | 22     |
| 7.                              | JAGS WV Wr. Neustadt | 22  | 8  | 4 | 10 | 0579:5920 | −13   | 20     |
| 8.                              | BT Füchse            | 22  | 8  | 2 | 12 | 0543:6080 | −65   | 18     |
| 9.                              | UHC Tulln            | 22  | 6  | 2 | 14 | 0573:6300 | −57   | 14     |
| 10.                             | HC BW Feldkirch      | 22  | 6  | 1 | 15 | 0526:6030 | −77   | 13     |
| 11.                             | MGA Fivers           | 22  | 5  | 2 | 15 | 0543:6180 | −75   | 12     |
| 12.                             | Union St. Pölten (A) | 22  | 3  | 2 | 17 | 0494:6690 | −175  | 8      |
| Quelle: ÖHB, Stand: 5. Mai 2024 |                      |     |    |   |    |           |       |        |

|     | Halbfinale                    |
|     | Abstieg                       |
| (M) | Meister der letzten Saison    |
| (A) | Aufsteiger der letzten Saison |

Im Juli 2024 gab der SC Ferlach bekannt, die Damenmannschaft aus dem Spielbetrieb zu nehmen. Nach der abgelaufenen Saison beendeten drei Spielerinnen die Karriere, es gab auch zahlreiche Abgänge. Ferlach hätte kein konkurrenzfähiges Team stellen können und entschloss sich zum Rückzug aus der WHA; auch in der Challenge trat man nicht an. Somit verbleibt Union St. Pölten in der höchsten Spielklasse.

## Finalserie

### Finalserie-Baum
|  | Halbfinale | Halbfinale      | Halbfinale |  |  | Finale | Finale          | Finale |
|  |            |                 |            |  |  |        |                 |        |
|  |            |                 |            |  |  |        |                 |        |
|  | HR1        | Hypo NÖ         | 2          |  |  |        |                 |        |
|  | HR4        | UHC Stockerau   | 0          |  |  |        |                 |        |
|  |            |                 |            |  |  | HR1    | Hypo NÖ         | 2      |
|  |            |                 |            |  |  | HR3    | WAT Atzgersdorf | 0      |
|  | HR2        | SC Ferlach      | 0          |  |  |        |                 |        |
|  | HR3        | WAT Atzgersdorf | 2          |  |  |        |                 |        |
|  |            |                 |            |  |  |        |                 |        |

### WHA Halbfinale
Für das Halbfinale waren die ersten Vier Teams des Grunddurchgangs qualifiziert. Gespielt wurde ein Hin- und Rückspiel, die Sieger des Halbfinales zogen in das Ligafinale ein.
| Hypo NÖ (HR1) – UHC Stockerau (HR4) | Hypo NÖ (HR1) – UHC Stockerau (HR4) | Hypo NÖ (HR1) – UHC Stockerau (HR4) | Hypo NÖ (HR1) – UHC Stockerau (HR4) |
| ----------------------------------- | ----------------------------------- | ----------------------------------- | ----------------------------------- |
| 8. Mai                              | UHC Stockerau 6 Michálková          | 23 : 38 ( 10 : 26 )                 | Hypo NÖ 7 Neidhart                  |
| 11. Mai                             | Hypo NÖ 7 Neidhart, Pavkovic        | 31 : 24 ( 13 : 13 )                 | UHC Stockerau 8 Begovic             |
| Endstand in der Serie: 2:0          |                                     |                                     |                                     |

| SC Ferlach (HR2) – WAT Atzgersdorf (HR3) | SC Ferlach (HR2) – WAT Atzgersdorf (HR3) | SC Ferlach (HR2) – WAT Atzgersdorf (HR3) | SC Ferlach (HR2) – WAT Atzgersdorf (HR3) |
| ---------------------------------------- | ---------------------------------------- | ---------------------------------------- | ---------------------------------------- |
| 8. Mai                                   | WAT Atzgersdorf 5 Gschwentner            | 28 : 19 ( 15 : 9 )                       | SC Ferlach 6 Marksteiner                 |
| 12. Mai                                  | SC Ferlach 8 Marksteiner                 | 25 : 26 ( 13 : 13 )                      | WAT Atzgersdorf 6 Gschwentner            |
| Endstand in der Serie: 0:2               |                                          |                                          |                                          |

### WHA Finale
| Finale: Hypo NÖ (HR1) – WAT Atzgersdorf (HR3) | Finale: Hypo NÖ (HR1) – WAT Atzgersdorf (HR3) | Finale: Hypo NÖ (HR1) – WAT Atzgersdorf (HR3) | Finale: Hypo NÖ (HR1) – WAT Atzgersdorf (HR3) |
| --------------------------------------------- | --------------------------------------------- | --------------------------------------------- | --------------------------------------------- |
| 19. Mai                                       | Hypo NÖ 6 Kovacs                              | 25 : 22 ( 11 : 10 )                           | WAT Atzgersdorf 6 Gschwentner                 |
| 24. Mai                                       | WAT Atzgersdorf 6 Cosic                       | 24 : 29 ( 13 : 14 )                           | Hypo NÖ 9 Neidhart                            |
| Endstand in der Serie: 2:0                    |                                               |                                               |                                               |